# 长吻雀鲷
长吻雀鲷（学名：Pomacentrus lividus）为雀鲷科雀鲷属的鱼类。分布于印度洋非洲东岸至太平洋中部、北至日本以及南海诸岛海域等。